# Іоан XVII
Іоан XVII (копт. Ⲡⲁⲡⲁ Ⲁⲃⲃⲁ Ⲓⲱⲁⲛⲛⲏⲥ; д/н — 20 квітня 1745) — 105-й папа (абба) Александрійський та патріарх усієї Африки при Святому Престолі Святого Марка у 1727—1745 роках.

## Життєпис
Походив з арабокоптської християнської родини. Народився в Маллаві у Верхньому Єгипті, отрмиавшив ім'я Абдель-Саїд. У 25 років став ченцем в монастирі святого Антонія Великого. Згодом перебрався до монастирі Св. Павла Фівейського, де провів значну частину життя. Будучи неписьменним, навчився читати й писати, вивчав богослужіння і священні книги.
12 січня 1727 року обирається новим очільником коптської православної церкви. Був висвячений в церкві монастиря Св. Меркурія. На той час становище церкви було складним: з одного боку власне Єгипет перебував в постійній боротьбі за владу між різними кланами беїв. В свою чергу останні впровадити податки на усе коптське духовенство (від послушників до митрополитів). З іншого боку посилився тиск з боку Папської держави, яка прагнула укласти діючу унію з Коптською церквою. Водночас з 1630 року католики активно стали вести місіонерську діяльність. Власне саме коптське духовенство перебувало у кризі, її рівень освіченості та моралі знижувався.
Загалом продовжив політику своїх попередників. 1739 року генеральний вікарій Афанасій, архієпископ Єрусалимсткий, тамєно прийняв католицьке сповідання, а 1741 року офіційно навернувся до католицтва. У відповідь папа римський Бенедикт XIV заснував Апостольський вікаріат для коптів-католиків, яких нараховувалося 2300 осіб. Було створено католицькі єпархіїв в Асьюті, Абу Теджі, Саді, Ахмімі, Герзі, Луксорі, Асуані та Нубії. Почалися створюватися католицькі школи, які мали більше фінансування та пільги як іноземні. Місцеві суди підтримували католиків у суперечках з православними.
Іоан XVII намагався різними заходами (широко використовувалсия пасторські візитии) протидіяти уніатам і католикам, внаслідок чого 1744 року Афанасій знову повернувся до православ'я. Невдовзі папа римський передав урядування в вікаріаті францисканцям. Водночас папа (абба) Александрійський зберіг повний контроль над Ефіопською православною церквою.
Помер він 1748 року. Новим папою було обрано Марка VII.